# Sankt Veit im Innkreis
Sankt Veit im Innkreis osztrák község Felső-Ausztria Braunau am Inn-i járásában. 2019 januárjában 407 lakosa volt. 

## Elhelyezkedése

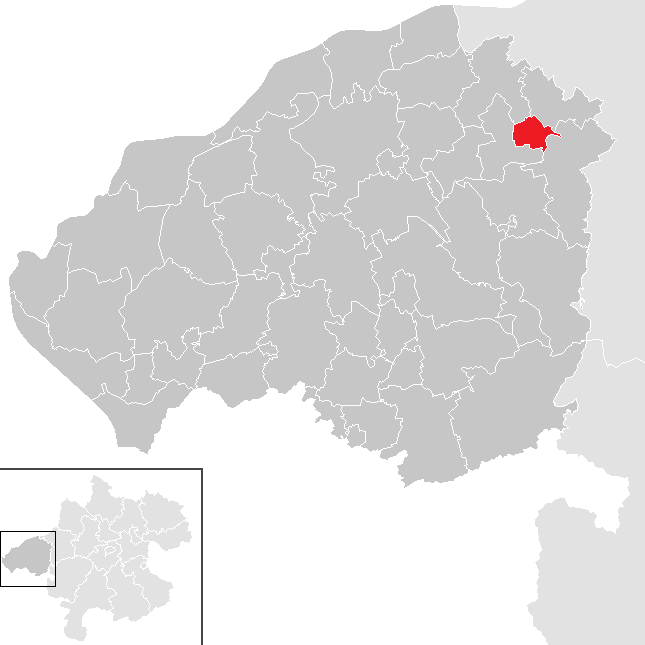
Sankt Veit im Innkreis a Braunau am Inn-i járásban

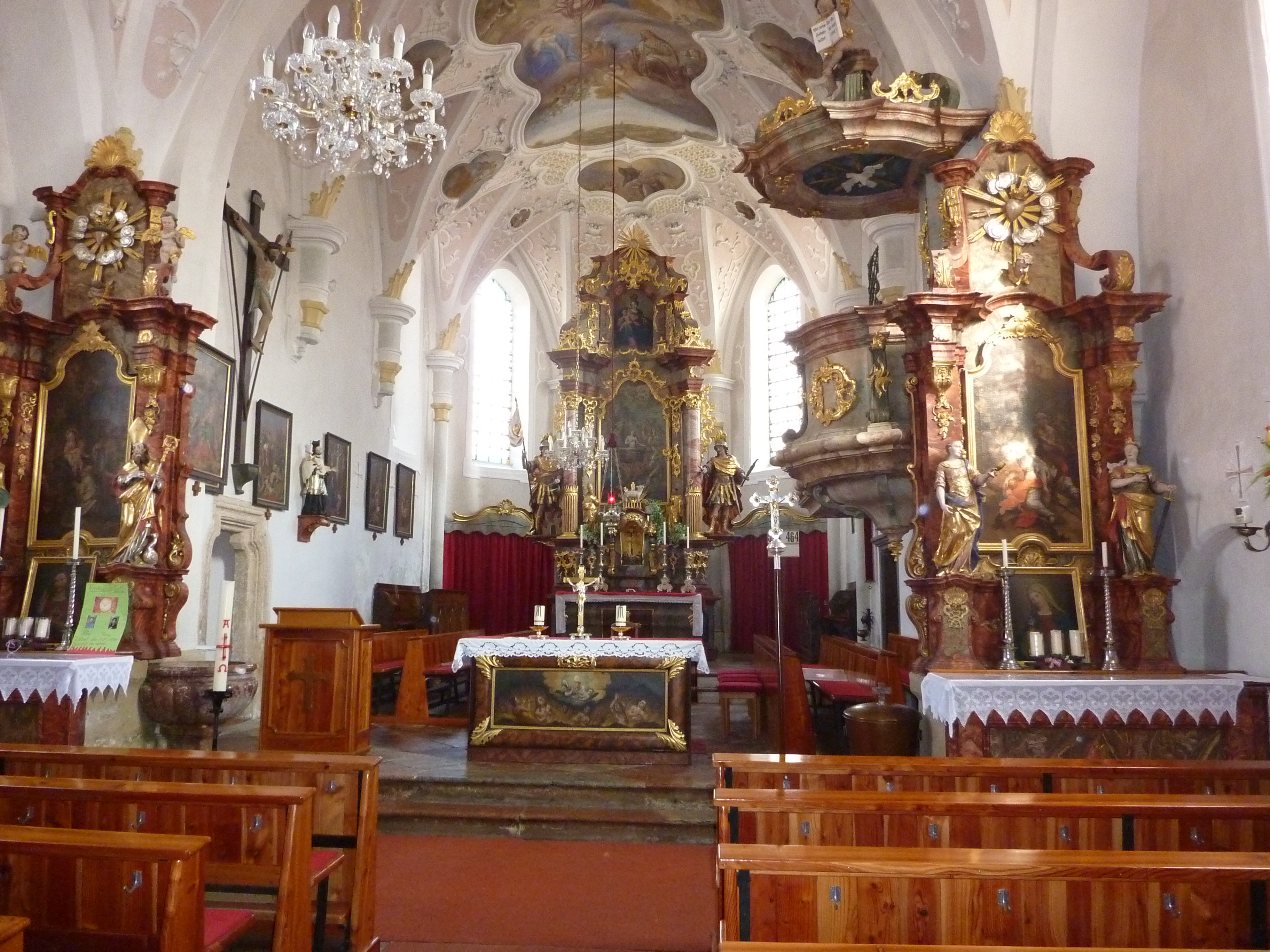
A templom belső tere

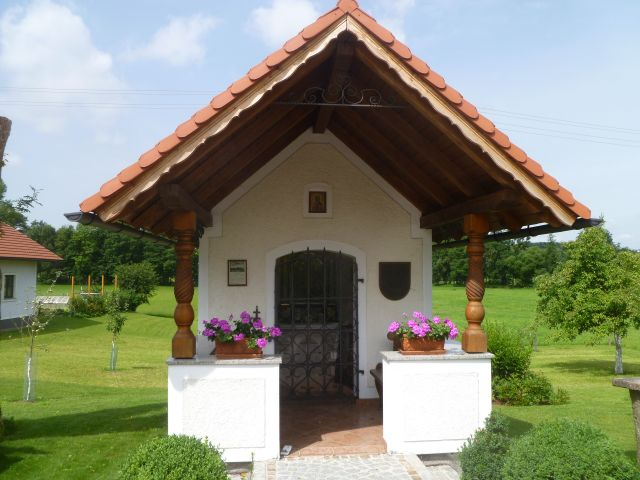
A volt wimhubi kastély Nepomuki Szt. János-kápolnája

Sankt Veit im Innkreis Felső-Ausztria Innviertel régiójában fekszik az Innvierteli-dombságon, a St. Veiter Bach folyó mentén. Területének 9,4%-a erdő, 84,9% áll mezőgazdasági művelés alatt. Az önkormányzat 6 településrészt és falut egyesít: Marlupp (22 lakos 2018-ban), Pirat (89), Pudexing (79), Sankt Veit im Innkreis (176), Schacher (17) és Wimhub (24).
A környező önkormányzatok: északkeletre Polling im Innkreis, délkeletre Aspach, délnyugatra Roßbach, északnyugatra Altheim.

## Története
Sankt Veit im Innkreis alapításától kezdve egészen 1779-ig Bajorországhoz tartozott, amikor azonban a bajor örökösödési háborút lezáró tescheni béke következtében a teljes Innviertel Ausztriához került át. A napóleoni háborúk során 1809-ben a régiót a franciákkal szövetséges Bajorország visszakapta, majd Napóleon bukása után ismét Ausztriáé lett. Wimhub és Brunnthal kastélyai a Hackledt bárók birtokában voltak; sok családtag a St. Veit-i templomban van eltemetve. 
A köztársaság 1918-as megalakulásakor St. Veitet Felső-Ausztria tartományhoz sorolták. Miután Ausztria 1938-ban csatlakozott a Német Birodalomhoz, az Oberdonaui gau része lett. A második világháború után a község visszakerült Felső-Ausztriához.  

## Lakosság
A Sankt Veit im Innkreis-i önkormányzat területén 2019 januárjában 407 fő élt. A lakosságszám 1869 óta 350-400 között ingadozik. 2016-ban a helybeliek 94,2%-a volt osztrák állampolgár; a külföldiek közül 1,9% a régi (2004 előtti), 3,4% az új EU-tagállamokból érkezett. 2001-ben a lakosok 98,6%-a római katolikusnak, 0,5% pedig felekezeten kívülinek vallotta magát. 
A lakosság számának változása:

| 2016 | 419 |
| 2018 | 408 |

## Látnivalók
- a Szt. Vitus-plébániatemplom egyhajós gótikus épületének belső terét barokkizálták, rokokó főoltára 1760-ból származik.

## Fordítás
- Ez a szócikk részben vagy egészben  a   St. Veit im Innkreis című német Wikipédia-szócikk ezen változatának fordításán alapul.  Az eredeti cikk szerkesztőit annak laptörténete sorolja fel. Ez a jelzés csupán a megfogalmazás eredetét és a szerzői jogokat jelzi, nem szolgál a cikkben szereplő információk forrásmegjelöléseként.